# Osbornellus puniceus
Osbornellus puniceus är en insektsart som beskrevs av Delong 1941. Osbornellus puniceus ingår i släktet Osbornellus och familjen dvärgstritar. Inga underarter finns listade i Catalogue of Life.